# Kundagasavi, Sorab
Kundagasavi là một làng thuộc tehsil Sorab, huyện Shimoga, bang Karnataka, Ấn Độ.